# ایرانیان اسپانیا
ایرانیان اسپانیا گروه قومیتی هستند، دارای ملیتی ایرانی یا ایرانی‌زاده‌ای که در کشور اسپانیا زندگی می‌کنند. منابع کشور اسپانیا جمعیت ایرانیان و ایرانی‌تباران اسپانیا را در سال ۲۰۰۹ میلادی ۲٬۵۱۸ شمارش کرده‌است. پیشینه مهاجرت گستردهٔ ایرانیان به اسپانیا به تحولات انقلاب اسلامی بر می‌گردد که بسیاری از ایران به اسپانیا مهاجرت و گاه نیز پناهنده شدند.

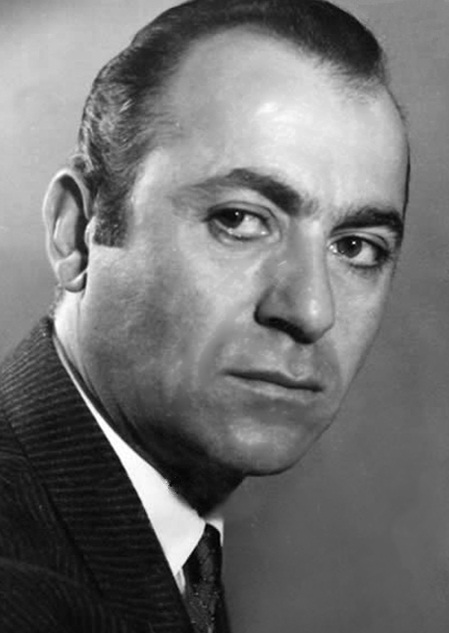
آرمان هوسپیان بازیگر و کارگردان ایرانی ارمنی‌‌تبار مقیم اسپانیا، سال ۱۹۸۱

در سال ۱۹۹۲ میلادی بررسی‌هایی در زمینه فعالیت ایرانیان اسپانیا صورت گرفت که ۳۱٫۷٪ در مشاغل اداری، ۱۸٫۲٪ کارهای فنی‌وحرفه‌ای ۲۵٫۷٪ امور تجاری، و ٪ ۱۱ نیز در بخش کشاورزی مشغول به کار بودند. محدوده سنی اکثریت قریب به اتفاق بین ۲۵-۵۴ سال و تنها یک پنجم ایرانیان را زنان تشکیل می‌دادند. مهرداد خوانساری, اشک دالن، منوچهر فرهنگی، فرهاد دیبا، عهدیه و ابی از جمله ایرانی‌تباران سرشناس اسپانیا می‌باشند.